# Lac de Tenno
Le lac de Tenno (lago di Tenno en italien, Tennosee ou Thennersee en allemand) est situé dans la commune de Tenno (province autonome de Trente), à quelques pas du village médiéval de Canale di Tenno. Le bassin est d’origine unique et a été formé à la suite du glissement de terrain qui a bloqué le cours de son affluent. 
Le lac a une superficie d’environ 195 m2, est le sixième plus grand lac dans la région du Trentin. 

## Formation
La période de naissance du lac remonte aux environs de 1100. Auparavant, dans la région où se trouve le lac, se trouvait la confluence de deux vallées (celle de Ballino et celle du cours supérieur de la Magnone). Le lit du Rì Sec était environ 220 m plus bas que la surface actuelle du lac. Un glissement de terrain aux proportions colossales probablement venu du Monte Misone a rempli la zone formant un bassin et bloquant le cours du ruisseau Rì Sec. Au cours des premières années suivant le glissement de terrain, l'eau a complètement rempli le bassin, mais la pression a ensuite amené à l'ouverture d'un tunnel à l’arrière, abaissant le lac à son niveau actuel vers 1400. 

## Géologie
Le lac est de forme circulaire avec un bras qui descend au sud. Dans le bras sud, l'eau est peu profonde pendant plusieurs mètres alors que sur la côte nord, elle tombe immédiatement. Le point le plus profond se situe près de l'embouchure du ruisseau Laurel et est de 47,7 m. 

## Alimentation et émissaires
Deux affluents se jettent dans le lac de Tenno : le plus important, avec un débit d'environ 20 m3/s, est le Rì Sec (ou Rio Secco en italien) nommé ainsi parce que dans la partie de son embouchure, il est couvert par de nombreuses pierres et le ruisseau n'est plus visible. Le second affluent est le ruisseau Laurel (en italien Laurino) qui, malgré son très court parcours de seulement 100 m, a un débit considérable et une eau qui ne dépasse jamais 5 °C. L'émissaire unique est le ruisseau Picinino qui se jette dans la rivière Magnone, lieu de naissance des cascades du Varone. Le ruisseau Picinino sort du lac à 15 m de profondeur.

## Iles
Le lac de Tenno possède une île d'une superficie de 3 000 m2. L'île sépare la grande zone arrondie au nord et le petit bras au sud. La navigation motorisée est interdite. Les plages de l'île sont parfaitement rondes. En basse période, un rocher appelé île de 86 apparait, nommé ainsi car il est apparu pour la première fois en 1986. Sur ce rocher, se trouve une plaque de métal avec la date et les auteurs de l'œuvre.     
Généralement, pendant les mois d'été, l'île (qui est considérée comme un biotope) se connecte à la terre par un chemin de pierres, plus ou moins large en fonction du niveau de l'eau. Le contraire se produit également, que le lac se gonfle jusqu'à ce que l'île soit couverte et que seules les branches et les feuilles des arbres présents soient visibles. 

## Danger de dessèchement
Le niveau du lac de 1970 à nos jours a baissé de plusieurs mètres. Jusqu'à il y a environ 30 ans, les rares occasions où l'île était connectée au continent étaient un véritable événement. Aujourd'hui, en été, l'étendue de lac la plus étroite derrière l'île est complètement asséchée et l'île devient même un petit promontoire, une péninsule reliée au continent. 
La cause de cet assèchement progressif est principalement due à l'action de l'homme : de 1970 à nos jours, en fait, le lac a été réduit, voire totalement annulé, du débit des rivières qui l'alimentaient. Le Rì sec, qui était largement alimenté par les lacs Soi, a aujourd'hui réduit de moitié sa capacité en raison de la disparition des lacs eux-mêmes. La contribution des sources de Tenèra du groupe Pichee a été considérablement réduite. Elles ont été exploitées pour alimenter en eau les maisons et les installations de patinage de Fiavé. En outre, les sources du Rio freddo (affluent du Rì Sec) ont été détournées pour irriguer les vignobles de la Volta di Nò, de Cologna di Tenno et de Varignano di Arco. 
Au printemps 2008, le lac est revenu à un niveau qui n'avait pas atteint sept ans au moins. Une partie de la végétation cultivée ces dernières années le long des berges était submergée et le lac s'approcha très près de la source du Laurel. Le ri Sec a doublé sa portée et le lac a dépassé les niveaux qu’il n’avait pas atteints depuis un certain temps. Grâce aux travaux de restauration, dans la région des lacs Soi, les deux bassins ont été réformés et les fortes pluies printanières, ainsi que les neiges de la Pichee, ont provoqué le retour des lacs. Après des années, les lacs Soi existent toujours, la source principale du ri Sec est redevenue réalité. Cet événement a contribué à ramener temporairement le niveau du lac à la normale.

## Galerie

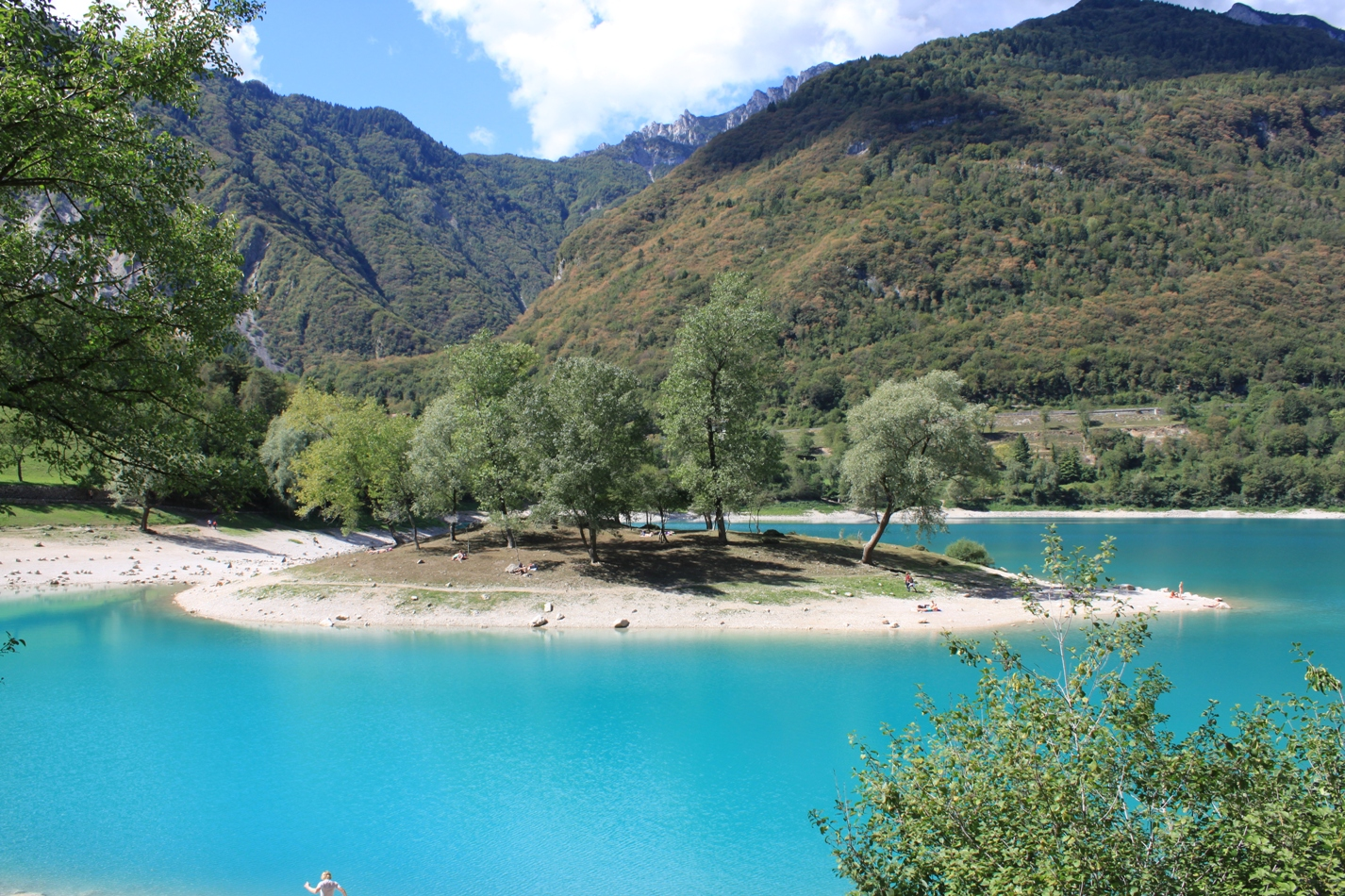
L'îlot du lac de Tenno.
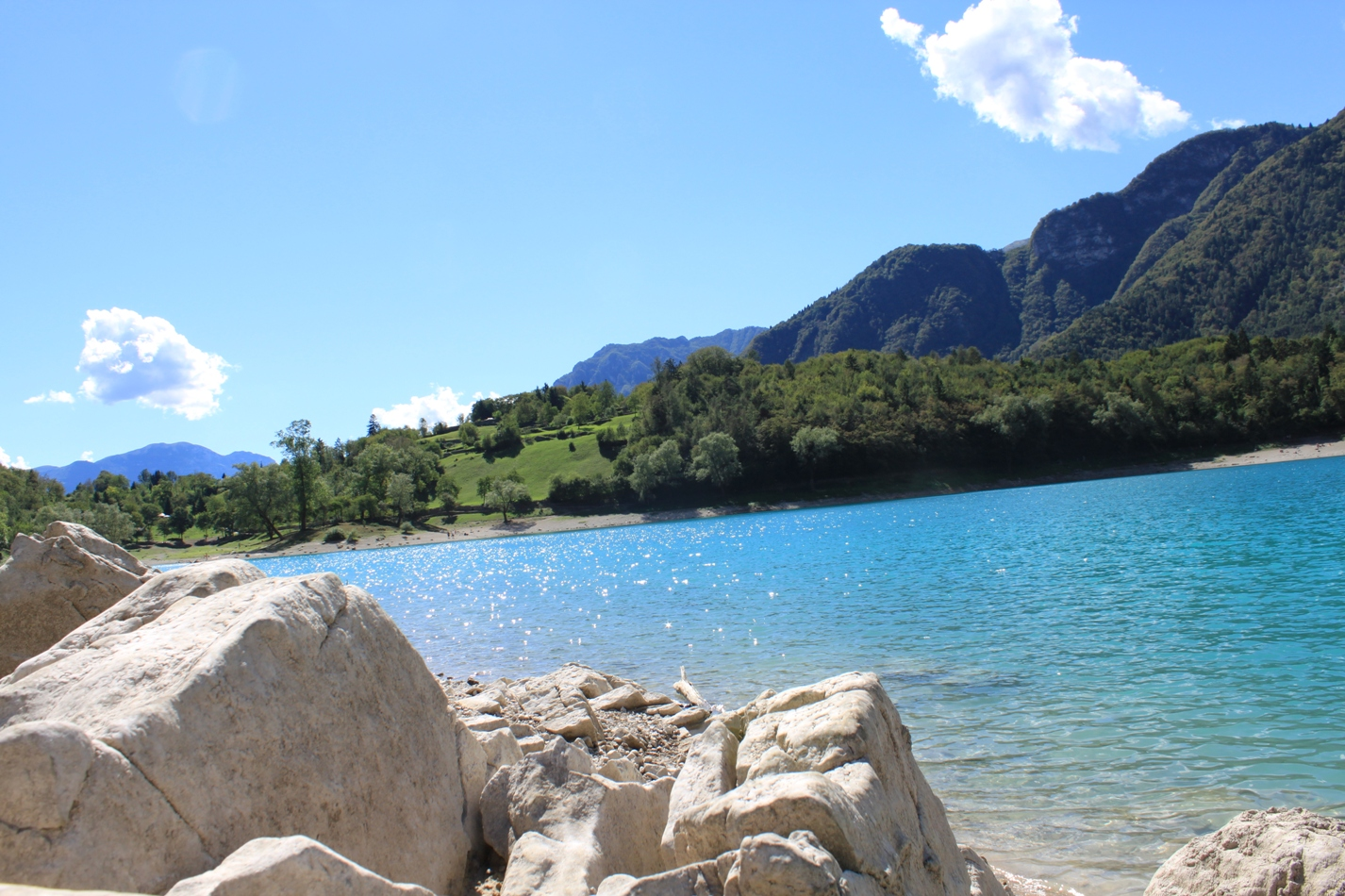
Vue sur le lac de Tenno.
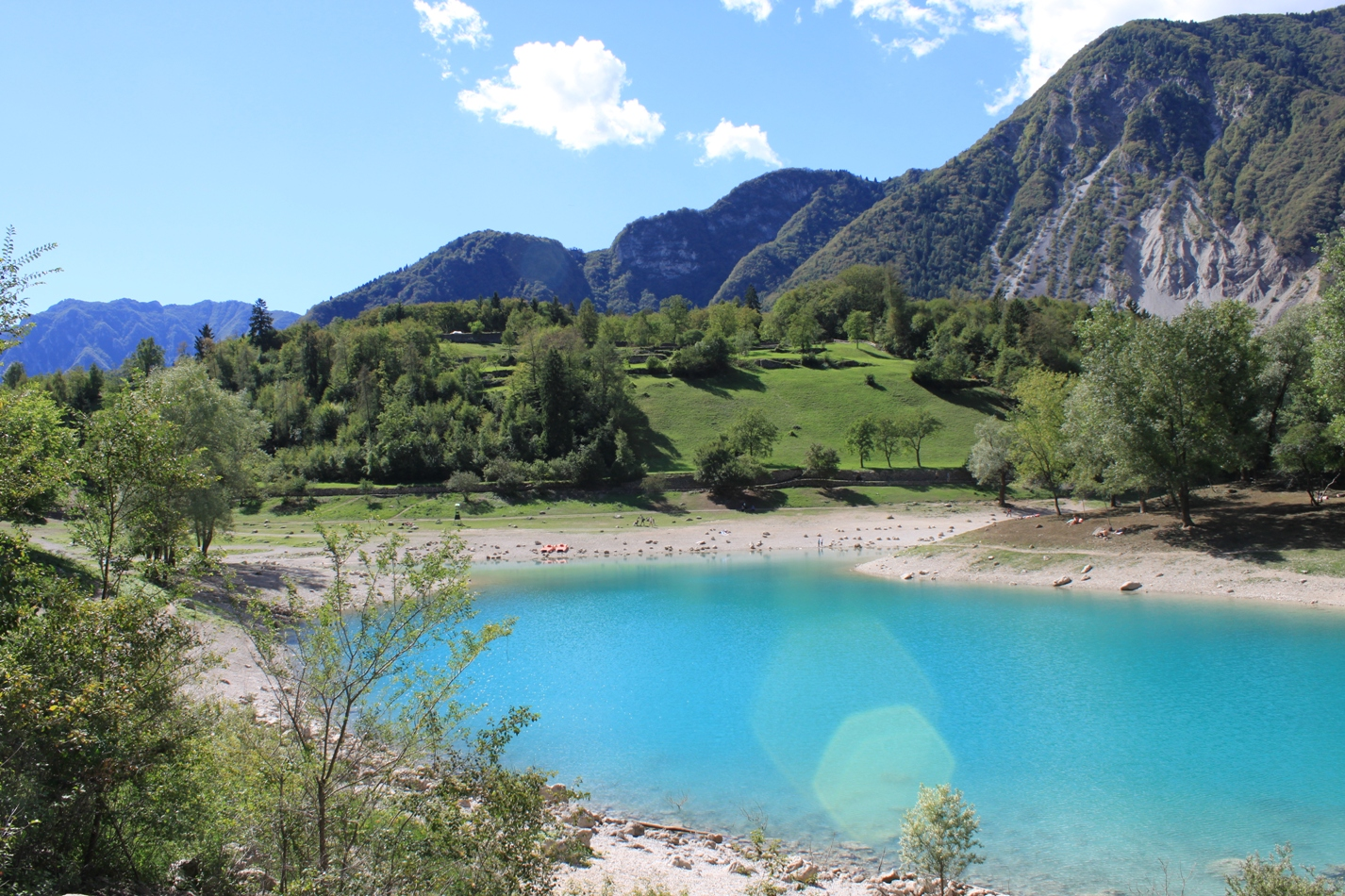
Le lac de Tenno.
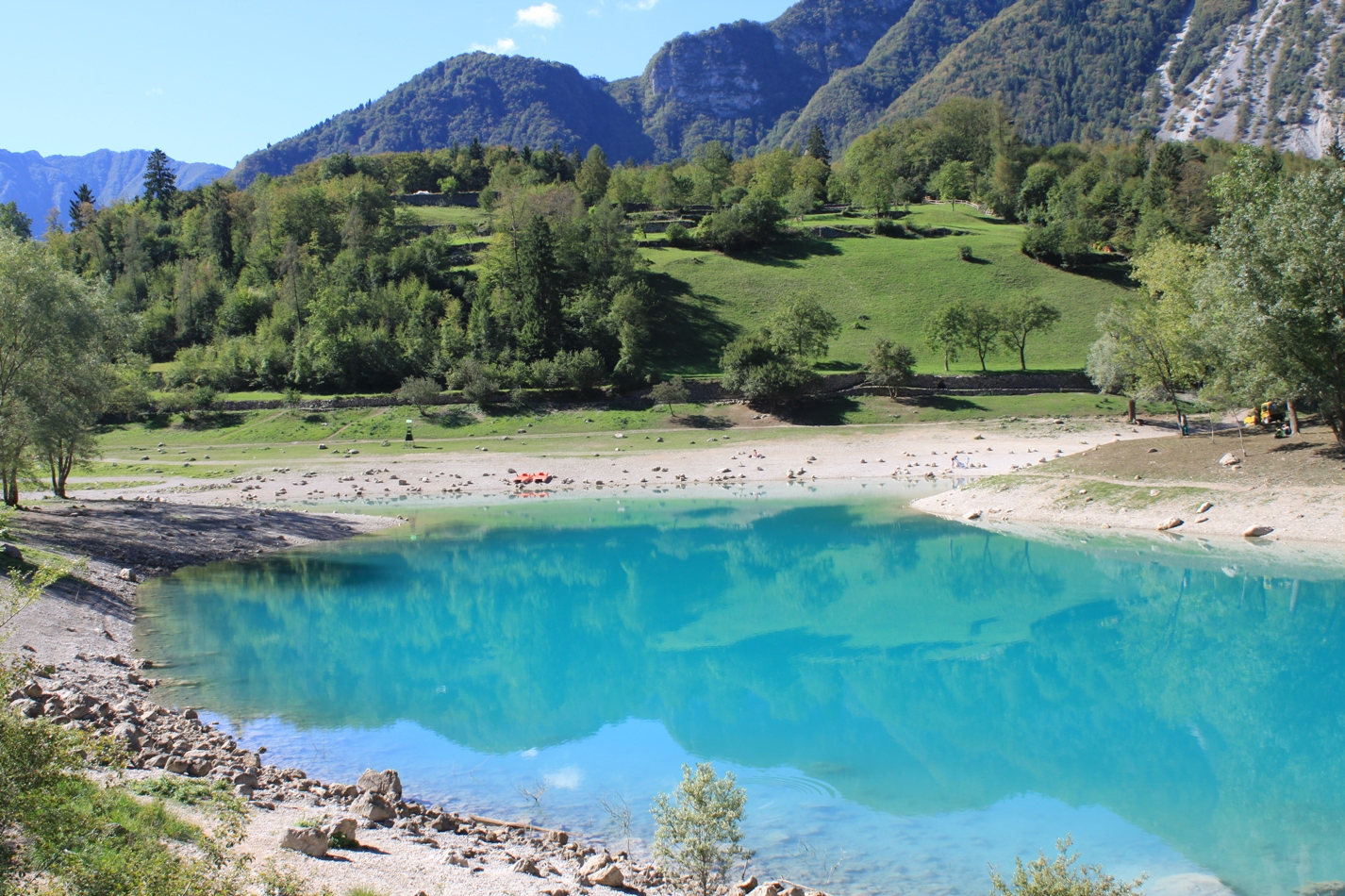
Le lac de Tenno.